# Darko Damjanović
Darko Damjanović (serbisch-kyrillisch Дарко Дамјановић; * 5. November 1977) ist ein ehemaliger serbisch-schweizerischer Fussballtorhüter.

## Karriere
Nach einer Saison beim FC Kreuzlingen wechselte Damjanović zum FC Wil, der damals noch in der NLB spielte. Mit der Mannschaft stieg er schliesslich in die höchste Liga auf, in der er auch sporadisch spielte. Sein NLA-Debüt war das Heimspiel gegen den FC St. Gallen 2002, das torreichste Spiel der höchsten Schweizer Liga. 2003 wechselte er schliesslich zum FC Herisau, wo er Stammtorhüter wurde. Nach zwei Saisons bei Herisau wechselte Damjanović zum FC Gossau, wo er wiederum Stammtorhüter war. In diese Zeit fällt auch der Wettskandal in der Challenge League. Beim FC Gossau wurden mutmasslich Spiele manipuliert. Damjanović wurde schliesslich vom Vorwurf des Betrugs freigesprochen. Von Gossau wechselte er noch zum FC Linth 04, für den er aber nie in einem Pflichtspiel spielte und später spielte er noch wenige Monate beim serbischen Verein FK Mačva Šabac.